# 拉贾尔哈特戈帕尔普尔
拉贾尔哈特戈帕尔普尔（Rajarhat Gopalpur），是印度西孟加拉邦North Twentyfour Parganas县的一个城镇。总人口271781（2001年）。

## 人口
该地2001年总人口271781人，其中男性140179人，女性131602人；0—6岁人口27514人，其中男14102人，女13412人；识字率76.40%，其中男性为80.78%，女性为71.73%。